# トクベツいちばん!!
「トクベツいちばん!!」は、麻倉ももの楽曲。谷口尚久が作詞、KOUGAが作曲を手掛けた。麻倉の2枚目のシングルとして2017年6月7日にミュージックレインから発売された。

## 背景・音楽性
表題曲は、テレビアニメ『プリプリちぃちゃん!!』のオープニングテーマとして制作された。シングル表題曲にタイアップが付くのは初となる。麻倉は同アニメで、佐伯夕花役としても出演している。アニメのメインターゲットである子供でも口ずさめる、元気で明るい楽曲となっている。一方でDメロでは切ない感情を出すため、レコーディングの際はしぼり出すイメージで歌ったとしている。

## リリース
麻倉のシングルとしては前作「明日は君と。」から7か月ぶりのリリースとなる。
シングル発売に先駆けて、2017年5月17日にオープニングテーマバージョンの音楽配信が開始されたのち、同年6月7日にミュージックレインから発売され、同日より、moraにてハイレゾ音源の配信も開始された。初回生産限定盤・期間限定生産盤・通常盤の3形態で発売され、初回生産限定盤にはミュージック・ビデオを収録したDVDが同梱された。

## シングル収録内容
| #         | タイトル                             | 作詞       | 作曲・編曲 | 時間  |
| --------- | ------------------------------------ | ---------- | ---------- | ----- |
| 1.        | 「トクベツいちばん!!」               | 谷口尚久   | KOUGA      | 3:48  |
| 2.        | 「箱庭ボーダーライン」               | 胡月みなと | KOUTAPAI   | 4:22  |
| 3.        | 「トクベツいちばん!!」(Instrumental) |            |            | 3:46  |
| 合計時間: | 合計時間:                            | 合計時間:  | 合計時間:  | 11:56 |

| #  | タイトル                              | 作詞 | 作曲・編曲 |
| -- | ------------------------------------- | ---- | ---------- |
| 1. | 「トクベツいちばん!!」(Music Video)   |      |            |
| 2. | 「トクベツいちばん!!」(TV SPOT 15sec) |      |            |
| 3. | 「トクベツいちばん!!」(TV SPOT 30sec) |      |            |